# (19364) Semafor
(19364) Semafor (1997 SM1) – planetoida z pasa głównego asteroid okrążająca Słońce w ciągu 4,4 lat w średniej odległości 2,68 j.a. Odkryta 21 września 1997 roku.